# Andra Medea
Pour les articles homonymes, voir Medea.
Andra Medea, née le 17 septembre 1953 à Chicago, est une théoricienne et militante américaine, spécialisée sur les questions de conflit et de violence.  
Elle se fait connaître pour la première fois en 1974 lorsque, avec l'écrivaine Kathleen Thompson, elle écrit Against Rape, le livre qui a brisé le silence sur le viol à l'échelle internationale.
Elle fonde Chimera, Inc., une organisation nationale d'autodéfense pour les femmes dont le siège est à Chicago et qui est présente dans 16 villes. Pendant, plus de vingt années, Chimera Inc. enseigne aux femmes des cours d'autodéfense à partir des  réflexions théoriques de Medea. Avec Medea & Associates, elle donne des cours sur l'autodéfense en entreprise et souligne l'importante de construire des espaces de travail plus égalitaires. 
Ses théories sur le continuum des violences développées au début des années 2000,  sont directement inspirées de ses expériences individuelles et sont développées dans le milieu académique lorsqu'elle enseigne en tant que conférencière à l'Université Northwestern (septembre 1992 - Juin 1998), à l'Université DePaul (1990-1992) et en tant qu'enseignante à l'Université de Chicago (septembre 2002 - janvier 2004). 
Plus récemment, elle poursuit son travail pratique et théorique dans Safe Within These Walls : De-escalating School Situations Before They Become Crises, publié en 2013, où elle étudie les situations de conflit à l'intérieur des écoles et les différentes façons d'entraver l'escalade de la violence pour empêcher la situation d'évoluer en véritable crise.

## Jeunesse et activisme
Andra Medea est la fille de Emily Thomas, qui est alors femme au foyer et  militante communautaire et de son mari, Edward Thomas, un machiniste lituanien américain, issu de la seconde vague d'immigration américaine. Marquette Park (en), le quartier où elle grandit à Chicago, est, dans les années 1960, le champ de bataille de conflits raciaux et ethniques poussés par la pauvreté grandissante du quartier. Andra Medea y apprend ses premières techniques de gestions de conflits dans la rue. 
Elle est également profondément marquée par l'activisme de sa mère, Emily Thomas qui aide à fonder le Southwest Committee on Peaceful Equality, un comité visant à lutter contre les préjugés en encourageant le dialogue entre les différentes ethnies du même quartier. Parallèlement, Emily Thomas fonde avec d'autres le Southwest Women Working Together, organisé pour répondre aux besoins des femmes de toutes les races et ethnies du côté sud-ouest.
Andra Medea suit les traces de sa mère. Au cours de la campagne de Martin Luther King à Chicago en faveur des droits civiques, également appelée le Chicago Freedom Movement, Andra Medea se rend au siège social de Martin Luther King, où elle rencontre pour la première fois des leaders des droits civiques. 
Pendant ce temps, le Parti nazi américain (anciennement, le Parti national-socialiste d'Amérique (en)), dirigé à l'époque par Frank Collin, établit son siège sur la 71e rue, à deux pâtés de maisons de la maison d'Andra Médéa, en réaction à la campagne de Martin Luther King sur les lieux. Elle et un petit groupe d'amis décident alors de « vandaliser » les panneaux d'affichage racistes du parti.  
En avril 1972, Andra Medea organise, à la Chicago Loop Young Women's Christian Association (YWCA), la première conférence du Midwest sur le thème du viol,. De cette conférence sont nés l'organisation Chicago Women Against Rape, dont Andra Medea est l'une des fondatrices, et le livre Against Rape, co-écrit avec Kathleen Thompson.

## Against rape
Against Rape est publié en 1974, passant par sept tirages avant sa date de publication officielle, il est publié en feuilleton dans des centaines de journaux à travers le pays et reste imprimé pendant dix-huit ans.
Par la suite, d'autres livres importants sur le sujet sont publiés aux États-Unis, notamment Rape: A First Sourcebook for Women, écrit par le collectif the New York Radical Feminists (New American Library, 1974). En 1975, Against Our Will. Men, Women and Rape paru en France sous le titre Le Viol de Susan Brownmiller vient compléter l'analyse féministe sur les violences sexuelles. 

## Chimera Inc.
Chimera Inc. est un programme innovant d'autodéfense instauré au début des années 1980 qui combine des combats de rue, certaines techniques d'arts martiaux ainsi qu'une grande partie de stratégies non-physiques qui préfigurent les théories de résolution des conflits élaborées par la suite par Andra Medea. Son livre féministe Against Rape est alors le texte de référence des cours d'autodéfense de Chimera, Inc. 
La forme d'autodéfense promulguée par Chiméra Inc, est directement inspirée de l'expérience des combats de rue et de gestion des conflits d'Andra Medea ainsi que de sa pratique des arts martiaux.
Tout au long de sa carrière, l'accent mis par Andra Medea sur l'analyse d'une situation de conflit reste au premier plan de son travail. Comme elle l'a dit plus tard dans une interview dans le Chicago Reader : 

« La mentalité de base derrière Chimera Inc. est que vous pensez et continuez à penser et que vous ne laissez personne avoir un ascendant psychique sur vous. Vous avez besoin de compétences physiques, mais votre cerveau est la chose la plus importante que vous ayez. »

— Chicago Reader
Le programme Chimera s'est étendu à six États et a formé plus de 50 000 étudiants.

## Medea & Associates
En 1986, elle fonde Medea and Associates, basée à Chicago qui dispense des cours d'auto-défense en entreprise. Comme le souligne la sociologue Arlene Kaplan Daniel, une professeur de l'Université Northwestern, Andra Medea établit ainsi des parallèles entre deux espaces de potentiels conflits, à priori différents, la rue et l'espace de travail/le bureau, mais qui peuvent mobiliser des mêmes techniques d'analyse du conflit. 

## Théorie du continuum conflictuel
À travers cette théorie développée au début des années 2000, Andra Medea tente de comprendre comment réagissent des individus, des petits groupes, ethniques ou non, des organisations, et même des nations entières fonctionnent quand surgit une dispute.  
Selon Andra Medea, les formes de conflit humain peuvent être analysées avec sa théorie du Continuum et ensuite abordées d'une manière appropriée en fonction du niveau auquel le conflit se déroule, augmentant ainsi la probabilité qu'il puisse être résolu. L'analyse s'applique à des conflits aussi divers que les réunions parents-enseignants et les différends frontaliers internationaux.
Andra Medea délimite six niveaux de conflit, tous caractérisés par des comportements spécifiques et des résultats probables :
1. Résolution de problèmes ;
2. Domination ;
3. Comportement aveugle ;
4. Tyrannie/prédation ;
5. Chaos ;
6. Messie voyou.

Sa théorie du Continuum des conflits (en) est la base de tout son travail de gestion des conflits et lui sert de fil rouge pour écrire Conflict Unraveled  (Pivot Point Press, 2005) et  Going Home Without Going Crazy  (New Harbinger, 2006) et de base de réflexion pédagogique pour un certain nombre de cours qu'elle donne à la fois en ligne et en vidéo, à destination des professionnels : des vétérans, des avocats, des juges et du personnel psychiatrique entre autres. Par exemple, sa vidéo Working with Emotional Clients: The Virtual Tranquilizer for Lawyers est un programme de formation continue à succès pour l'ABA (American Bar Association, 2010).

## La prévention des risques dans les écoles
Tandis que les conflits dans les écoles augmentent aux États-Unis d'Amérique, Andra Medea tourne son attention vers des techniques pratiques pour désamorcer l'agression et prévenir les crises avec son livre Safe within these Walls (2013). Le livre est bien accueilli par les enseignants, les administrateurs et les conseillers scolaires. Education World décrit le livre de la manière suivante : 

« si vous cherchez à faire face à des situations de classe sensibles, telles que celles impliquant des élèves ayant des problèmes de comportement et de développement, et celles qui risquent de devenir passionnées et/ou violentes, ce livre est la ressource parfaite. »

— Education World
En parallèle de l'écriture du livre, Andra Medea organise des présentations de développement professionnel et des ateliers sur la prévention des crises dans les écoles.

## Réception et héritage
Encore peu connue en France, la théorie du continuum conflictuel a bénéficié d'une réception très favorable aux États-Unis. 
Les trois premiers niveaux de conflits qu'elle délimite sont à la base de son travail avec diverses agences gouvernementales et organisations professionnelles. Par exemple, en 2009, elle est appelée à témoigner sur l'impuissance acquise et les obstacles au comportement éthique devant la Commission de réforme de l'Illinois à la suite du scandale Rod Blagojevich. En 2010, elle prend la parole lors de la première conférence annuelle de droit administratif de l'Illinois sur la physiologie du stress dans la salle d'audience. 
Chimera Inc. est présent dans seize villes, s'est étendu à six États et a formé plus de 50 000 étudiants.
Enfin, à Chicago, le travail d'Andra Medea autour de la désescalade des situations de conflit a inspiré la création d'un programme novateur nommé CHILL, basé sur les sciences cognitives et neurologiques et à destination des adolescents afin qu'ils apprennent à réagir de façon pacifique dans des situations de violence ou d'agression.

## Publications
- Against Rape, New York : Farrar, Straus et Giroux, 1974.
- The Intelligent Woman's (Every Woman's) Guide to Self-Defense. Chicago : Chimera, Inc., 1976.
- Conflict Unraveled, Chicago : Pivot Point Press, 2004.
- Going Home Without Going Crazy, Oakland : New Harbinger Publications, 2006.
- Safe Within These Walls. North Mankato, Minnesota : Capstone Professionnel, 2013.